# ساحل عاج
ساحل عاج با نام رسمی جمهوری ساحل عاج (به فرانسوی: Côte d'Ivoire)، کشوری در غرب آفریقا که پایتخت کنونی آن یاموسوکرو و پایتخت پیشین آن آبیجان است.  این کشور حدود ۲۶٫۳ میلیون نفر جمعیت دارد که حدود ۴۲ درصد از آن از قوم آکان و بقیه از چندین قوم دیگر هستند. ۳۹ درصد از مردم این کشور مسلمان و ۳۳ درصد مسیحی هستند. زبان رسمی ساحل عاج، فرانسوی و واحد پول آن، فرانک سِاف‌آ آفریقای غربی است. ساحل عاج از شمال شرق با بورکینافاسو، از شمال با مالی، از شمال غرب با گینه، از شرق با غنا و از غرب با لیبریا همسایه است و از سوی جنوب به اقیانوس اطلس می‌رسد.
ساحل عاج در ۴۴–۱۸۳۳ تحت‌الحمایه فرانسه شد و پس از آن در سال ۱۸۹۳ مستعمره کشور فرانسه درآمد. ساحل عاج در سال ۱۹۶۰ به رهبری فلیکس اوفویت-بوانی به استقلال رسید، وی تا سال ۱۹۹۶ بر این کشور حکومت کرد.

## تاریخ
در سده ۱۵ میلادی ساحل عاج مورد توجه بازرگانان فرانسوی و پرتغالی که در جستجوی عاج فیل و تجارت برده بودند قرار گرفت. در رقابت‌های استعماری پرتغال و فرانسه بر سر به دست آوردن ساحل عاج، عاقبت این منطقه نصیب فرانسه شد و در سال ۱۸۴۲ به صورت قلمرو سرزمینی فرانسه شناخته شد. در سال ۱۸۹۳ ساحل عاج به صورت مستعمرهٔ غرب آفریقای فرانسه درآمد. ساحل عاج پس از جنگ جهانی دوم دارای خودگردانی داخلی شد و سرانجام در ۷ اوت ۱۹۶۰ از فرانسه اعلام استقلال کرد.
در سال ۱۹۵۹ ساحل عاج به همراه سه کشور دیگر، داهومی (بنین)، نیجر و بورکینا فاسو یک اتحادیهٔ اقتصادی تشکیل دادند که بعداً چندین کشور غرب آفریقایی دیگر نیز به آن پیوستند.
از زمان استقلال تا سال ۱۹۹۳، فلیکس اوفویت-بوانی رئیس‌جمهور ساحل عاج بود، در سال ۱۹۹۳ هوفوئه در گذشت. در سپتامبر ۱۹۹۸ به دنبال تصمیم رئیس‌جمهور، آنری کنان بدیه مبنی برافزودن بر دوران حکومتش و تغییر قانون اساسی، هزاران نفر در ساحل عاج دست به تظاهرات زدند.

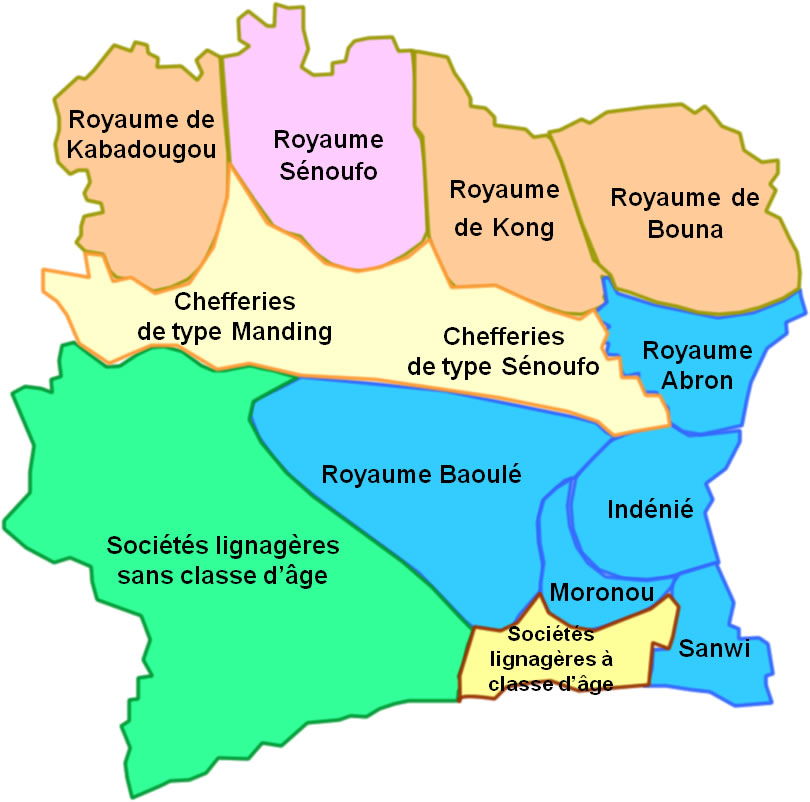

حکومت بدیه به دنبال اولین کودتای نظامی در کشور در دسامبر ۱۹۹۹ توسط ژنرال روبر گوی سرنگون شد، در نتیجه کمک‌های خارجی به کشور نیز متوقف شد. با فشار گروه‌های اپوزیسیون، گوی در ژوئیه ۲۰۰۰ سرانجام پذیرفت در ماه اکتبر انتخابات آزاد و دموکراتیک برگزار کند، در انتخابات ۲۶ اکتبر سال ۲۰۰۰، رهبر حزب اپوزیسیون و مخالف دولت، لوران گباگبو با نزدیک به ۶۰ ٪ آرا حائز رتبهٔ اول شد و به عنوان رئیس‌جمهور ساحل عاج معرفی شد، در این انتخابات روبرت گوی تنها توانست ۳۲ ٪ آرا را از آن خود کند.
در این انتخابات به رهبر دیگر حزب مخالف، الحسن واتارا اجازهٔ شرکت در انتخابات داده نشد، این امر ساحل عاج را به عرضهٔ جنگ‌های داخلی خونین تبدیل کرد. صدها تن در این درگیری‌ها کشته شدند. سربازان یاغی در ۱۹ سپتامبر ۲۰۰۲ سعی در طرح‌ریزی یک کودتا علیهٔ دولت را داشتند اما در اجرای آن ناکام ماندند، ژنرال روبر گوی و دودو وزیر کشور که از عوامل اصلی کودتا بودند در درگیری بین سربازان دولتی شورشیان کشته شدند. در حالی که درگیری‌ها ادامه داشت، پیمان صلحی در ۲۵ ژانویهٔ ۲۰۰۳ با وساطت فرانسه بین طرف‌ها درگیر امضاء شد که دولت متعهد می‌شد شورشیان را نیز در قدرت سهیم کند. هواداران رئیس‌جمهور گباگبو به این تصمیم اعتراض کرده و در پایتخت دست به تظاهرات زدند.
سرانجام در ژوئیه ۲۰۰۳ رسماً اعلام شد که جنگ پایان یافته‌است. پس از آن ۴ هزار سرباز فرانسوی در قالب نیروهای حافظ صلح سازمان ملل برای تأمین امنیت به ساحل عاج گسیل شدند. نیروهای دولتی و شورشیان همچنان آمادهٔ جنگ بودند، در سال ۲۰۰۴ شورشیان اسلام‌گرا همچنان نیمهٔ شمالی کشور را در کنترل خود داشتند.
در نوامبر ۲۰۰۴ جنگ‌های داخلی مجدداً از سر گرفته شد و در می۲۰۰۵ دیر مذاکرات صلح با دیگر گروه‌های شبه نظامی آغاز شد. در ابتدا انتخابات برای نوامبر ۲۰۰۵ برنامه‌ریزی شد ولی با درخواست سازمان ملل مبنی بر ادامه درگیری‌ها و غیرممکن بودن برگزاری انتخابات، این انتخابات به بعداً موکول شد. در همین شرایط شورای امنیت سازمان ملل از رئیس‌جمهور گباگبو خواست در قدرت باقی بماند و به کار خود ادامه دهد.
در ماه مارس ۲۰۰۷ به دنبال مذاکرات درگیری‌های پراکنده به یکباره فروکش کرد، و دولت با تقسیم قدرت با گروه‌های شورشی موافقت کرد، در ۴ آوریل ۲۰۰۷ رهبر شورشیان، گیوم سورو که مورد تأیید کلیهٔ گروه‌های شورشی ساحل عاج بود به عنوان نخست‌وزیر ساحل عاج انتخاب شد و آرامش نسبی در ساحل عاج برقرار شد.
جنگ داخلی در سال ۲۰۰۲ در این کشور ضربه زیادی به اقتصاد آن وارد کرد. این جنگ زمانی آغاز شد که ارتش علیه رئیس‌جمهور وقت که در ایتالیا به سر می‌برد کودتا کرد. مردم این کشور بیشتر روزگارشان را با کشاورزی می‌گذرانند. یاموسوکرو پایتخت این کشور است. از سال ۱۹۸۳ پایتخت ساحل عاج از آبیجان به یاموسوکرو تغییر کرد با این حال هنوز سفارتخانه‌های کشورهای مختلف در آبیجان است.
هرچند معاهده صلح بین دو طرف درگیر در جنگ داخلی این کشور امضاء شده‌است اما هنوز کشور دو نیمه‌است و بخشی از آن در دست نیروهای مخالف و بخش دیگر زیرنظر دولت است.

## سیاست

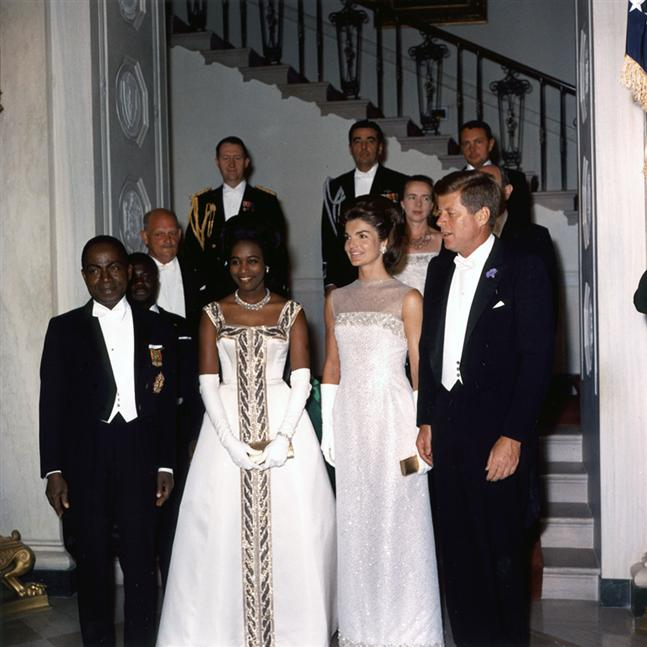
فلیکس هوفویت-بوینی رئیس‌جمهور پیشین ساحل عاج و جان اف. کندی رئیس‌جمهور پیشین آمریکا به همراه بانوان اول هر کشور

رئیس‌جمهور در این کشور قدرت را در دست دارد. بر اساس قانون اساسی، رئیس‌جمهور با رأی مستقیم مردم برای دوره‌ای پنج ساله انتخاب می‌شود. قرار بود انتخابات ریاست جمهوری در این کشور در سال ۲۰۰۵ برگزار شود اما دولت آن را تاکنون به تعویق انداخته‌است.
مجلس این کشور ۲۲۵ عضو دارد و نمایندگان آن با رأی مردم باید انتخاب شوند.
مجلس ملی ساحل عاج طی نشستی برگزاری یک همه‌پرسی برای تغییر قانون اساسی در اکتبر ۲۰۱۶ را تصویب کرد. طبق قانون اساسی تازه، مقام معاونت ریاست‌جمهور ایجاد و یک مجلس سنا مشتمل بر مقامات سابق تشکیل خواهد شد.

## جغرافیا

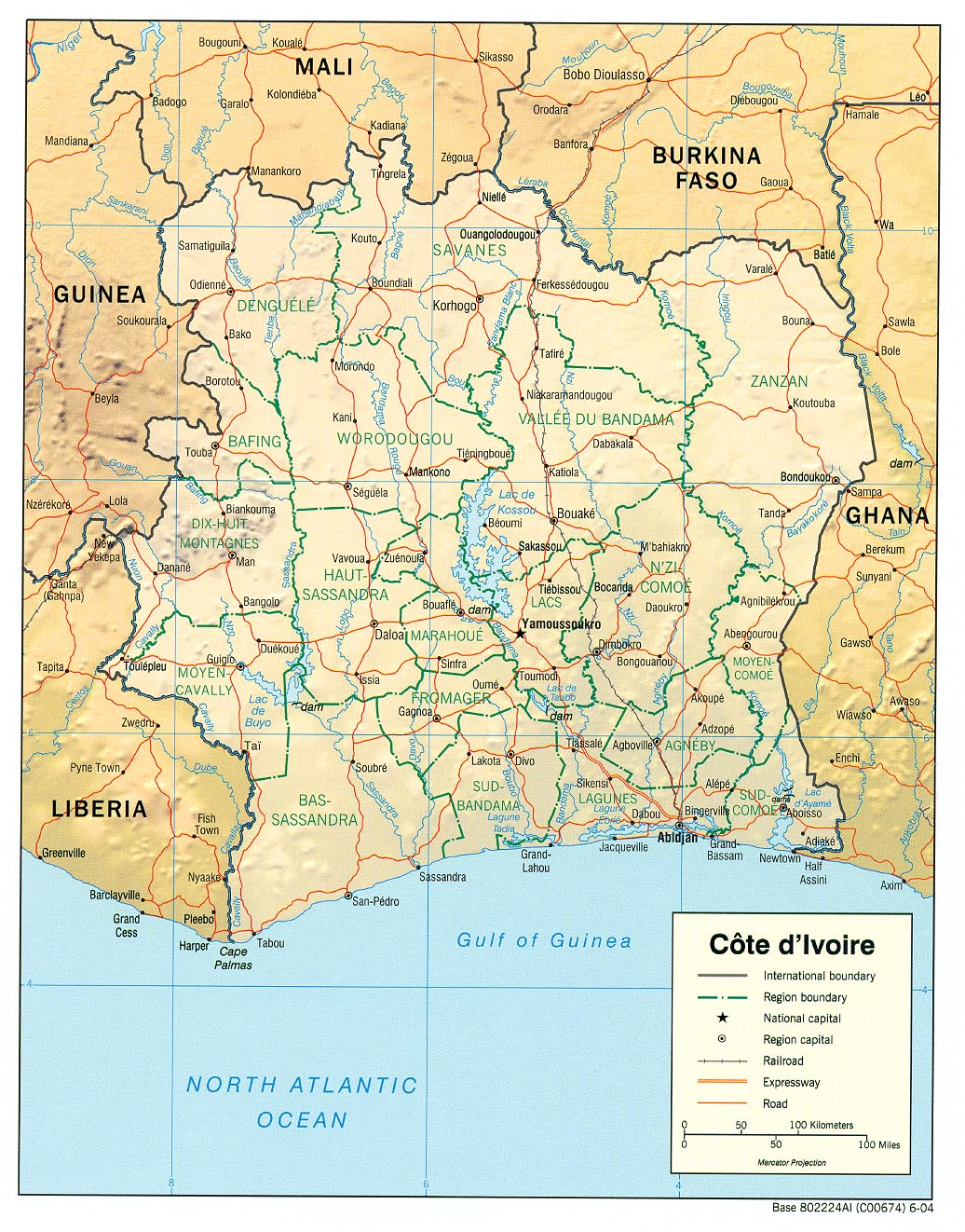

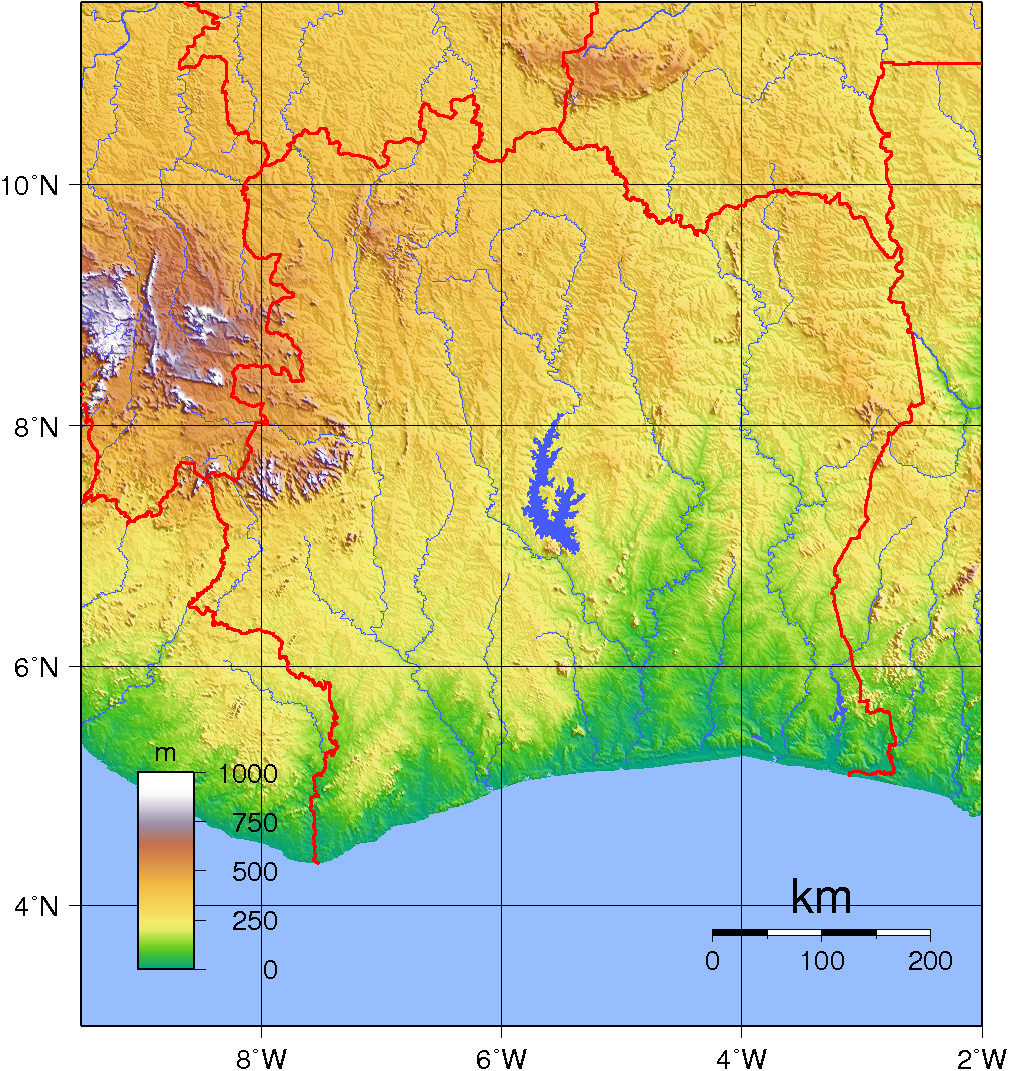

کشور ساحل عاج با وسعت ۳۲۲٬۴۶۰ کیلومتر مربع در ساحل شمالی خلیج گینه و اقیانوس اطلس واقع شده‌است. این کشور از غرب به کشورهای لیبریا و گینه، از شمال به کشورهای مالی و بورکینافاسو، از شرق به کشور غنا و از جنوب به اقیانوس اطلس محدود می‌شود.
ساحل عاج با کشور لیبریا ۱۶۱۷ کیلومتر، غنا ۶۶۸ کیلومتر، گینه ۶۱۰ کیلومتر، بورکینافاسو ۵۸۴ کیلومتر اقیانوس اطلس ۵۱۵ کیلومتر و با کشور مالی ۵۳۲ کیلومتر مرز مشترک دارد.
مرزهای این کشور با لیبریا از نوع طبیعی می‌باشد و رودخانه کارالی که به خلیج گینه واقع در اقیانوس اطلس می‌ریزد، مشخص‌کننده آنست.
ساحل عاج دارای آب و هوایی گرمسیری و مرطوب در امتداد ساحل (در جنوب) و آب و هوایی نسبتاً خشک و اقلیمی ساوان و نیمه بیابانی در شمال است. از نظر اقلیمی ساحل عاج دارای اقلیمی صاف با دشت‌ها موجدار می‌باشد، غرب و شمال غرب ساحل عاج را نیز نواحی کوهستانی فرا گرفته‌است. بلندترین نقطهٔ ساحل عاج، قلهٔ کوه نیمبا نام دارد که با ۱۷۵۲ متر ارتفاع در غرب ساحل عاج واقع شده‌است.
بزرگ‌ترین دریاچهٔ ساحل عاج، دریاچهٔ سالاموسو، نام دارد، همچنین سه رود مهم، ساساندرا بانداما و کوموئه در ساحل عاج جریان دارند.
در آغاز منطقهٔ ساحل عاج زیستگاه بیش از شصت قوم و قبیلهٔ آفریقایی بوده‌است که مهم‌ترین آنها، بائوله، بته، سنوفو، آگنی، مالینکه، دان و لوبی بودند.

### وضعیت آب و هوا
ساحل عاج در مدار ۵ الی ۱۰ درجه عرض جغرافیایی قراردارد. این کشور از لحاظ آب و هوایی در مناطق شمالی و جنوبی متفاوت می‌باشد. به طوری که منطقه جنوب دارای آب و هوایی استوایی و در شمال یعنی بعد از مدار ۸ درجه جغرافیایی آب و هوا نیمه استوایی می‌باشد. رطوبت این کشور به‌طور متوسط ۷۰ درصد و میزان بارندگی در آن بین ۱۰۰۰ تا ۲۵۰۰ میلی‌متر می‌باشد.
درجه حرارت در این منطقه به‌طور متوسط بین ۲۹ الی ۲۸ درجه سانتیگراد است که با رطوبت بسیار زیاد (شرجی) نسبتاً زیاد می‌باشد.
به‌طور کلی آب و هوای این کشور را می‌توان به ۴ بخش تقسیم کرد: الف – فصل بزرگ بارندگی از آوریل تا اوت به همراه باد و طوفان شدید (فروردین تا مرداد) ب – فصل بارندگی از سپتامبر تا نوامبر (شهریور تا آبان) ج – فصل خشک از پایان نوامبر تا آوریل (ابتدای آذر تا اول فروردین) د – فصل کوتاه مدت خشک در ماه اوت (حدود نیمه دوم مرداد ماه)

## تقسیمات کشوری
کشور ساحل عاج دارای ۱۹ استان می‌باشد:
| نقشه | شماره                               | استان          | مساحت | جمیعت |
| ---- | ----------------------------------- | -------------- | ----- | ----- |
|      | ۱                                   | آنیبی (Agneby) |       |       |
| ۲    | بافن (Bafing)                       |                |       |       |
| ۳    | ساساندرای سفلی (Bas-Sassandra)      |                |       |       |
| ۴    | دانگل (Denguele)                    |                |       |       |
| ۵    | هجده کوه (Dix-Huit Montagnes)       |                |       |       |
| ۶    | فروماژه (Fromager)                  |                |       |       |
| ۷    | ساساندرای علیا (Haut-Sassandra)     |                |       |       |
| ۸    | دریاچه (Lacs)                       |                |       |       |
| ۹    | کولاب (Lagunes)                     |                |       |       |
| ۱۰   | مارائو (Marahoue)                   |                |       |       |
| ۱۱   | کاوالی میانه (Moyen-Cavally)        |                |       |       |
| ۱۲   | کوموئهٔ میانه (Moyen-Comoe)          |                |       |       |
| ۱۳   | کوموئه انزی (N'zi-Comoe)            |                |       |       |
| ۱۴   | ساوان (Savanes)                     |                |       |       |
| ۱۵   | باندامای جنوبی (Sud-Bandama)        |                |       |       |
| ۱۶   | کوموئهٔ جنوبی (Sud-Comoe)            |                |       |       |
| ۱۷   | واله دو بانداما (Vallee du Bandama) |                |       |       |
| ۱۸   | وورودوگو (Worodougou)               |                |       |       |
| ۱۹   | زانزان (Zanzan)                     |                |       |       |

## اقتصاد

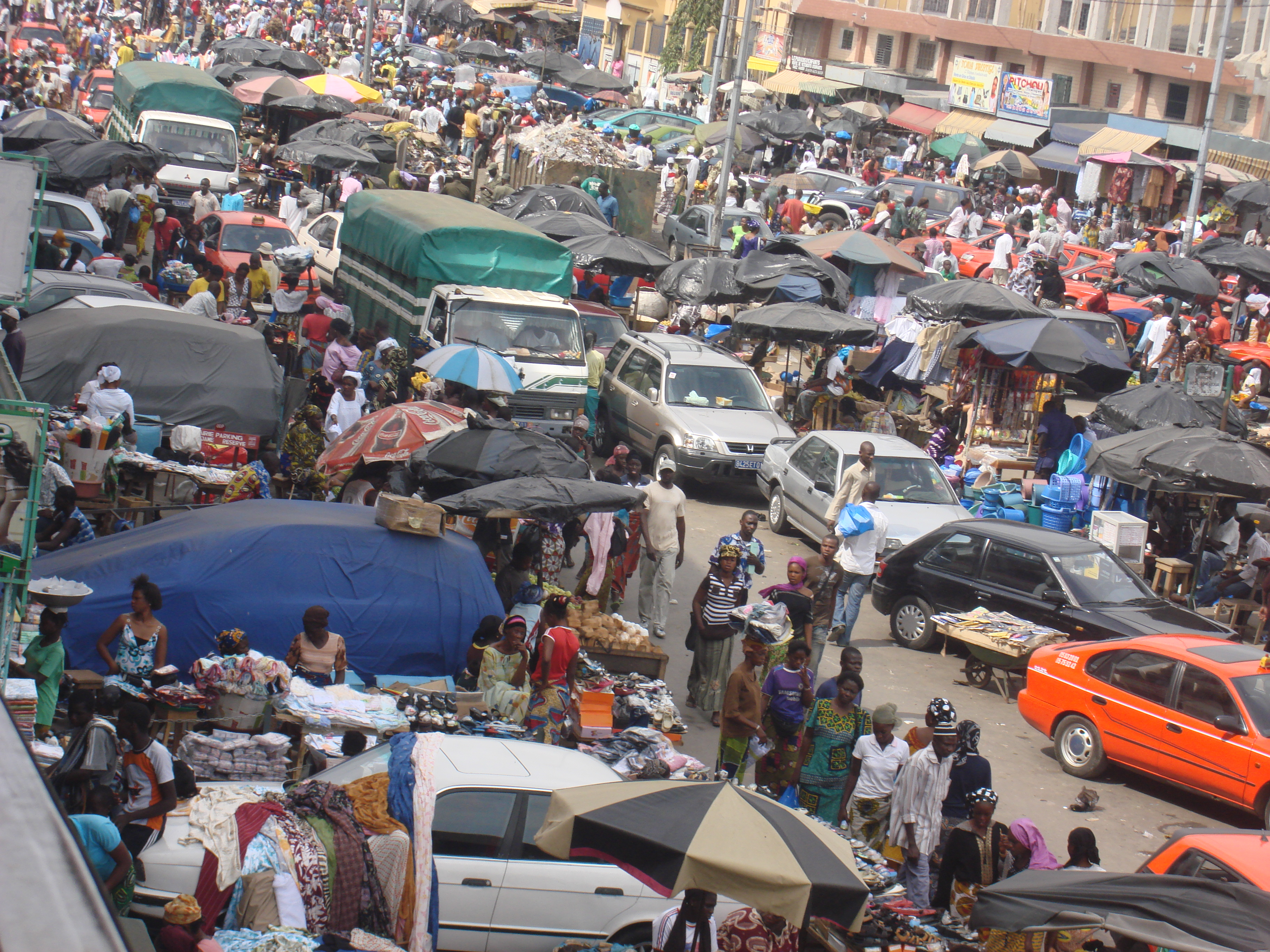

تولید ناخالص داخلی این کشور ۳۲٫۸۶ میلیارد دلار است. نیروی کار این کشور ۶٬۹۰۷٬۰۰۰ نفر است که ۶۸ درصد آن‌ها در بخش کشاورزی مشغول به کارند.
آمار دقیقی از تعداد بیکاران در این کشور در دست نیست اما تخمین زده می‌شود نرخ بیکاری در این کشور ۴۰ تا ۵۰ درصد باشد. ۴۲ درصد مردم زیر خط فقر زندگی می‌کنند و نرخ تورم در سال ۲۰۰۷ میلادی ۱٫۸ درصد بود.
محصولات صادراتی این کشور شامل کاکائو، قهوه، الوار، نفت، پنبه، موز، آناناس، روغن خرما و ماهی است که به کشورهای فرانسه (۱۸٫۳ درصد)، هلند (۹٫۷ درصد)، آمریکا (۹٫۱ درصد)، نیجریه (۷٫۲ درصد) و آلمان (۴٫۲ درصد) صادر می‌شود.
محصولات وارداتی این کشور شامل سوخت، کالاهای اساسی و مواد غذایی است که از کشورهای نیجریه (۲۷٫۶ درصد)، فرانسه (۲۵٫۴ درصد) و چین (۴٫۳ درصد) وارد می‌شود.

## مردم

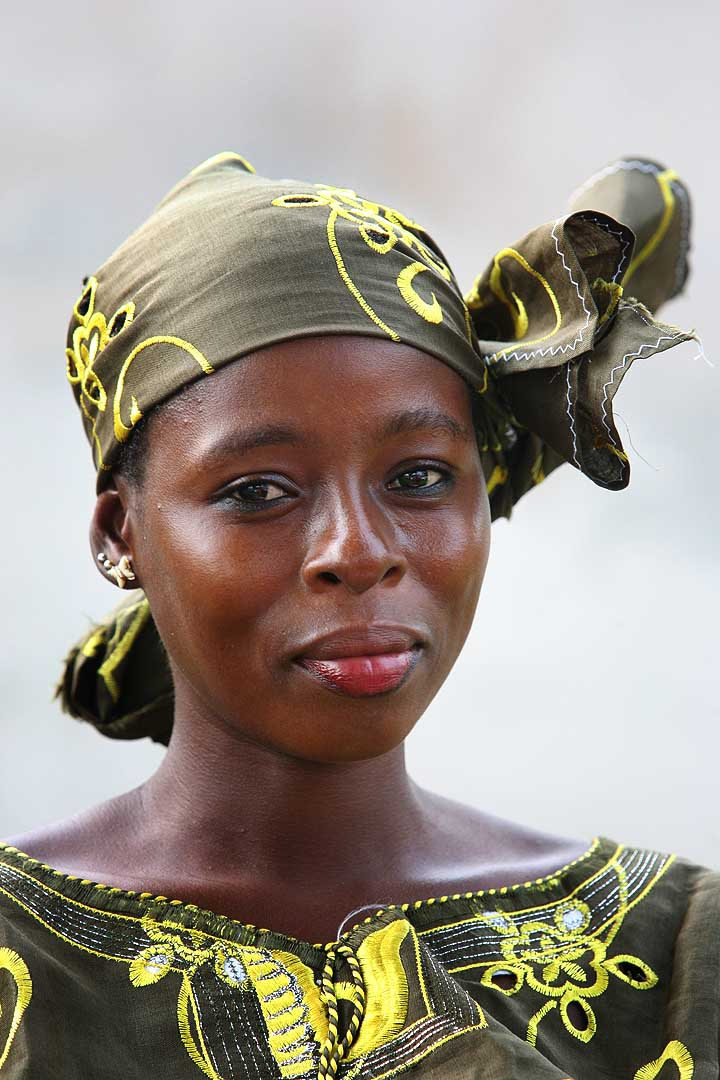

جمعیت این کشور در حدود ۲۶٫۳ میلیون نفر با میانگین سنی ۱۹٫۴ سال می‌باشد. امید به زندگی در این کشور برای زنان ۵۱٫۸۲ سال و برای مردان ۴۶٫۶۲ سال است.
۷ درصد از مردم این کشور به بیماری ایدز مبتلا هستند. ۳۵ تا ۴۰ درصد از مردم این کشور مسلمان و ۲۰ تا ۳۰ درصد مسیحی هستند. زبان رسمی این کشور فرانسوی است.
شهرهای بزرگ این کشور عبارتند از:
آبیجان ۴٬۰۰۰٬۰۰۰ نفر، بواکه ۶۵۰٬۰۰۰ نفر، دالوآ ۲۵۰٬۰۰۰ نفر، سن‌پدرو ۲۰۰٬۰۰۰ نفر، یاموسوکورو ۲۰۰٬۰۰۰ و بقیه مردم هم در سایر شهرها و روستاها زندگی می‌کنند.
نرخ رشد جمعیت در این کشور حدود ۴٫۷ درصد در سال می‌باشد.